# 1976-os magyar birkózóbajnokság
Az 1976-os magyar birkózóbajnokság a hatvankilencedik magyar bajnokság volt. A kötöttfogású bajnokságot szeptember 11. és 12. között rendezték meg Budapesten, a Nemzeti Sportcsarnokban, a szabadfogású bajnokságot pedig szeptember 18. és 19. között Miskolcon, a Városi Sportcsarnokban.

## Eredmények

### Férfi kötöttfogás
| Versenyszám | Arany                        | Arany | Ezüst                             | Ezüst | Bronz                               | Bronz |
| ----------- | ---------------------------- | ----- | --------------------------------- | ----- | ----------------------------------- | ----- |
| 48 kg       | Sántha József Újpesti Dózsa  |       | Seres Ferenc Honvéd Szondi SE     |       | Dezső Lajos Kazincbarcikai Vegyész  |       |
| 52 kg       | Rácz Lajos Honvéd Szondi SE  |       | Grész Lajos Bp. Honvéd            |       | Tóth Gábor Bp. Honvéd               |       |
| 57 kg       | Doncsecz József Vasas SC     |       | Molnár Gyula Ganz-MÁVAG VSE       |       | Légrádi Gusztáv Ferencvárosi TC     |       |
| 62 kg       | Tóth István Ganz-MÁVAG VSE   |       | Lakatos András Egri Vasas         |       | Réczi László Kiskunfélegyházi Vasas |       |
| 68 kg       | Steer Antal BVSC             |       | Toma Ferenc Vasas SC              |       | Gaál Károly BVSC                    |       |
| 74 kg       | Kocsis Ferenc Ganz-MÁVAG VSE |       | Toma Mihály Vasas SC              |       | Csapó Antal BVSC                    |       |
| 82 kg       | Hegedűs Csaba Vasas SC       |       | Nagy István Ganz-MÁVAG VSE        |       | Fekete Zoltán Ganz-MÁVAG VSE        |       |
| 90 kg       | Séllyei István Vasas SC      |       | Király Mihály Dunaújvárosi Kohász |       | Lengyel László Vasas SC             |       |
| 100 kg      | Farkas József Vasas SC       |       | Nagy Péter Vasas SC               |       | Pércsi József Bp. Honvéd            |       |
| +100 kg     | Rovnyai János MTK-VM         |       | Nagy József Egri Vasas            |       | Lajos Zsigmond Diósgyőri VTK        |       |

Megjegyzés: A Népsport szerint 52 kg-ban Tóth Gábor a második és Grész Lajos a harmadik.

### Férfi szabadfogás
| Versenyszám | Arany                          | Arany | Ezüst                              | Ezüst | Bronz                         | Bronz |
| ----------- | ------------------------------ | ----- | ---------------------------------- | ----- | ----------------------------- | ----- |
| 48 kg       | Seres Imre Honvéd Szondi SE    |       | Dubnitz Béla Honvéd Szondi SE      |       | Gyulai Mihály Ferencvárosi TC |       |
| 52 kg       | Gál Henrik Ferencvárosi TC     |       | Gazdag Ferenc Pécsi MSC            |       | Szabó Lajos Bp. Honvéd        |       |
| 57 kg       | Szalontai Zoltán Diósgyőri VTK |       | Jámbor László Debreceni VSC        |       | Szalontai Imre Diósgyőri VTK  |       |
| 62 kg       | Fodor Mihály Debreceni VSC     |       | Széles József Ferencvárosi TC      |       | Simon György Bp. Honvéd       |       |
| 68 kg       | Katz Lajos Csepel SC           |       | Nádházi István Bp. Honvéd          |       | Jászkai Imre Diósgyőri VTK    |       |
| 74 kg       | Kocsis János Bp. Honvéd        |       | Nagy Lajos Csepel SC               |       | Veres Sándor Diósgyőri VTK    |       |
| 82 kg       | Kovács István Csepel SC        |       | Petrezselyem Antal Ferencvárosi TC |       | Deák András Diósgyőri VTK     |       |
| 90 kg       | Molnár Géza Bp. Honvéd         |       | Szakkai Attila Bp. Spartacus       |       | Géth Ede Tatabányai Bányász   |       |
| 100 kg      | Péter László Debreceni VSC     |       | Csábi Árpád BVSC                   |       | Netz István Újpesti Dózsa     |       |
| +100 kg     | Balla József Ferencvárosi TC   |       | Szemerédi Péter Bp. Honvéd         |       | Németh Sándor Diósgyőri VTK   |       |